# Чемпіонат Донбасу з футболу
Чемпіонат Донбасу з футболу — футбольне змагання для найсильніших аматорських футбольних команд Донецької та Луганської областей. Перші турніри було проведено у 2012 та 2013 роках. В обох розіграшах отримав перемогу донецький УСК «Рубін». 2014 року змагання не відбулись, через активні бойові дії на сході України. Першості 2015 та 2016 років відбулись на підконтрольній Україні території Донецької та Луганської областей.

## Призери
| Сезон | Чемпіон                 | 2-е місце               | 3-є місце                |
| ----- | ----------------------- | ----------------------- | ------------------------ |
| 2012  | УСК «Рубін» (Донецьк)   | «Словхліб» (Слов'янськ) | «Нова-Люкс» (Донецьк)    |
| 2013  | УСК «Рубін» (Донецьк)   | «Гірник» (Ровеньки)     | ДП «Антрацит» (Антрацит) |
| 2014  | Не відбувся             | Не відбувся             | Не відбувся              |
| 2015  | «Словхліб» (Слов'янськ) | «Хімік» (Сєвєродонецьк) | ФК «Кремінна»            |
| 2016  | «Словхліб» (Слов'янськ) | СК «Зоря» (Рубіжне)     | «Шахтар» (Родинське)     |